# Ludwig Erhard
Ludwig Erhard (n. 4 februarie 1897, Fürth, Germania – d. 5 mai 1977, Bonn, Germania) a fost un economist și om politic german, președinte al CDU între anii 1966 și 1967. A îndeplinit funcția de vicecancelar al RFG sub Konrad Adenauer (CDU). În perioada 16 octombrie 1963 - 1 decembrie 1966 a fost cancelar federal al Germaniei, succesorul în funcție al lui Adenauer.

## Biografie
A fost ministru al economiei în Bavaria între 1945 și 1946, director al economiei al Spațiului Economic Unit (Germania de Vest) între 1948 și 1949 și ministru federal al economiei  între 1949 și 1963.

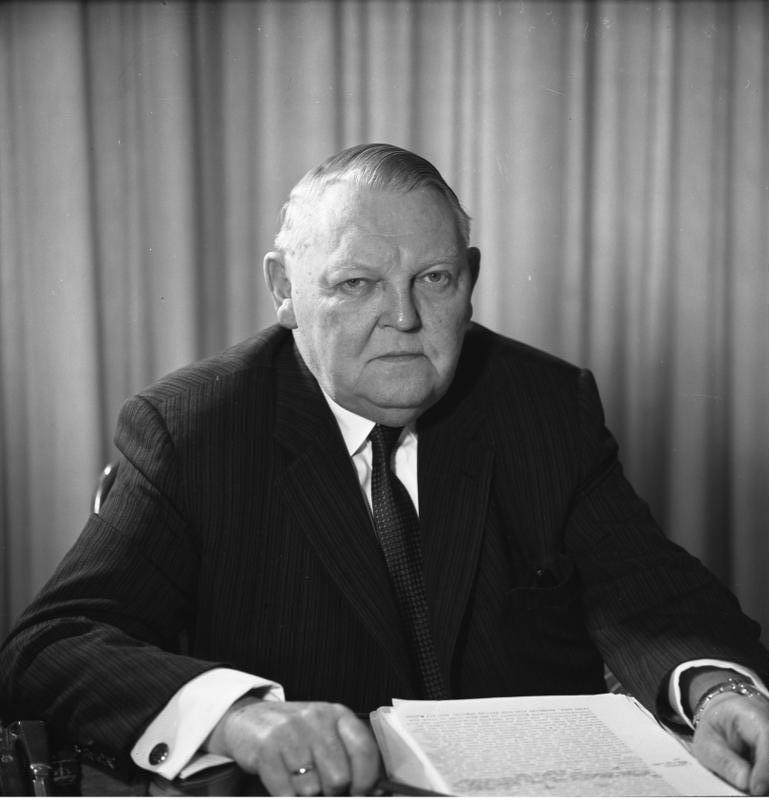
Ludwig Erhard în 1963

După demisia lui Adenauer în 1963, Erhard a fost ales cancelar cu 279 de voturi pentru și 180 de voturi împotrivă în Bundestag, pe 16 octombrie. În 1965, a fost reales. În 1966, el la urmat și pe Adenauer ca lider de partid, în ciuda faptului că sa alăturat Uniunii Creștin Democrate (CDU) doar cu puțin timp înainte de alegerea sa în funcția de președinte. Motivele pentru reticența lui Erhard sunt necunoscute, dar este probabil că acestea au provenit din scepticismul general al lui Erhard despre politica partidului. Cu toate acestea, Erhard a fost considerat și tratat ca un membru CDU de lungă durată și ca președinte al partidului de aproape toată lumea din Germania, la acea vreme, inclusiv marea majoritate a CDU în sine.
Pe plan intern, au avut loc o serie de reforme progresive în timpul lui Erhard, în calitate de cancelar. În domeniul securității sociale, ajutorul pentru locuință a fost introdus în 1965, în timp ce alocațiile pentru copii pentru doi sau mai mulți copii au fost introduse cu un fond federal cu un an mai devreme.
A demisionat în 1966.

## Lucrări
- Wohlstand für Alle, Editura Econ, Düsseldorf 1957, ISBN 3-86647-344-3